# Juan Campillo
Juan Campillo García (Mazarrón, 16 de agosto de 1930 - Andorra la Vieja, 28 de febrero de 1964) fue un ciclista español, que fue profesional entre 1955 y 1964. En su palmarés destaca la victoria en el Campeonato de Barcelona de 1954 y el Trofeo Jaumendreu de 1959.

## Palmarés
- 1954

1º en el Campeonato de Barcelona.
- 1958

1º en Montblanc.
- 1959

1º en el Trofeo Jaumendreu.
1º en Benifaió
- 1960

Vencedor de una etapa en la Vuelta a La Rioja.
- 1961

1º en Montblanc.

## Resultados en Grandes Vueltas y Campeonato del Mundo
| Carrera         | 1957 | 1958 | 1959 | 1960 | 1961 | 1962 | 1963 |
| --------------- | ---- | ---- | ---- | ---- | ---- | ---- | ---- |
| Giro de Italia  | -    | -    | -    | -    | -    | -    | -    |
| Tour de Francia | -    | -    | 58.º | -    | 55.º | 27º  | 46.º |
| Vuelta a España | 25º  | 13º  | 13º  | 5º   | 15º  | -    | -    |